# Estrela de ferro
Na astronomia, uma estrela de ferro é um tipo hipotético de estrela compacta.
Independentemente disso, o termo "estrela de ferro" também é usado para supergigantes azuis que possuem uma "floresta" de linhas de FeII proibidas  em seus espectros. Elas potencialmente são estrelas do tipo Variável luminosa azul quiescente. Eta Carinae foi descrita como um exemplo prototípico.

## Formação
Uma estrela de ferro é um tipo hipotético de estrela compacta que poderia ocorrer no universo no futuro extremamente distante, depois de talvez 101500 anos .
A premissa por trás da formação de estrelas de ferro é a de 
em uma escala de tempo extremamente grande, existe a probabilidade de fusão a frio ocorrer via tunelamento quântico de forma sucessiva ao longo do tempo, consequentemente, núcleos leves da matéria comum (bariônica) iriam gradualmente fundirem em núcleos mais pesados até o processo de fusão estabilizar em núcleos  ferro-56, que é o núcleo atômico mais estável. A fissão e emissão de partículas alfa fariam então núcleos mais pesados que o ferro-56 decaírem em ferro-56, convertendo objetos de massa estelar em esferas frias de ferro. A formação dessas estrelas só é uma possibilidade se a hipótese de que prótons não decaem é verdadeira. Embora a superfície de uma estrela de nêutrons possa ser de ferro, de acordo com algumas previsões, ela é distinta em suas características de uma estrela de ferro.
Ao final de 101026 a 101076 anos, as estrelas de ferro terão colapsado em estrelas de nêutrons e buracos negros.

## Na cultura popular
- O filme soviético A Nebulosa de Andrômeda é sobre uma nave estelar com pouco combustível capturada pelo campo gravitacional de uma estrela de ferro, e com a luz da própria estrela sendo tão fraca que só pode ser vista no infravermelho. É baseado no romance Andromeda de Ivan Yefremov escrito quando teoria do estado estacionário para o universo era dominante na comunidade acadêmica e esperava-se que estrelas de ferro existissem na Via Láctea.